# Bodo Fuchs
Bodo Fuchs (* 26. Juni 1941; † 1. März 2002 in Bremen) war ein deutscher Fußballspieler. Der Mittelfeld- und Abwehrspieler hat von 1964 bis 1966 bei Hannover 96 in der Fußball-Bundesliga 32 Ligaspiele absolviert. In der ersten Bundesligaaufstiegsrunde 1964 hat er mit dem Aufsteiger Hannover 96 alle sechs Gruppenspiele bestritten.

## Karriere
Fuchs spielte von 1963 bis 1967 bei Hannover 96. In seiner ersten Saison 1963/64 kam der aus dem eigenen Nachwuchs – Jugend und Amateure – kommende Fuchs noch zu keinem Einsatz bei der Vizemeisterschaft in der zweitklassigen Fußball-Regionalliga Nord. Nach der Berücksichtigung für das DFB-Pokalspiel am 22. April 1964 gegen den späteren deutschen Meister 1. FC Köln, die „Geißbockelf“ setzte sich erst in der Verlängerung mit 3:0 gegen den Nord-Regionalligisten durch, rückte er in der Aufstiegsrunde in die 1. Mannschaft auf, wo er am 6. Juni 1964 sein Debüt beim 2:1-Auswärtserfolg beim Südmeister KSV Hessen Kassel in der 1. Mannschaft feierte. In der Regionalliga waren noch in der Defensive Spieler wie Peter Flegel, Manfred Fahrtmann und Bernd Kettler neben den Stammspielern Heinz Steinwedel, Klaus Bohnsack, Otto Laszig und Winfried Mittrowski aufgelaufen. Fuchs spielte in allen sechs Aufstiegsrundenspielen zur Bundesliga 1964 und schaffte mit seiner Mannschaft mit 10:2 Punkten den Aufstieg in die Bundesliga. Die drei Heimspiele gegen den FK Pirmasens (2:0), Alemannia Aachen (2:1) und Hessen Kassel (3:1) fanden vor der imponierenden Kulisse von 187.000 Zuschauern statt. In der Saison 1963/64 kam er auch zu seinem ersten Einsatz im DFB-Pokal im Achtelfinale bei der 0:3-Niederlage am 22. April 1964 nach der Verlängerung beim 1. FC Köln.
Fuchs gehört auch der 96er-Elf an, welche am 22. August 1964 mit einem 2:0-Auswärtserfolg bei Borussia Dortmund in die Bundesliga gestartet ist. Am Rundenende 1964/65 belegte der Aufsteiger den 5. Rang und Fuchs hatte unter Trainer Helmut Kronsbein und an der Seite von Torjäger Walter Rodekamp 17 Spiele absolviert. Dazu kamen noch drei Einsätze im DFB-Pokal 1965: Am 16. Januar, bei Altona 93 bei einem 5:0-Sieg, als er als linker Außenläufer ein Tor erzielte; am 6. Februar auf dem Betzenberg gegen den 1. FC Kaiserslautern (3:1) und am 27. Februar 1965 im Viertelfinale bei einer 1:2-Auswärtsniederlage auf dem Tivoli gegen Alemannia Aachen. Zur Runde 1965/66 verstärkten die „Roten“ mit Stefan Bena, Hans Siemensmeyer und Ersatztorhüter Horst Grunenberg ihren Spielerkader. Fuchs kam in dieser Runde auf 15 Bundesligaeinsätze. Am 34. Rundenspieltag, den 28. Mai 1966, bei einem 2:2-Auswärtsremis gegen den Meidericher SV, verabschiedete er sich aus der Bundesliga. Zuvor hatte er aber noch den europäischen Vereinsfußball im Wettbewerb um den Messepokal kennen gelernt. Zuerst in zwei Spielen gegen den FC Porto (5:0, 2:1) und danach gegen die Katalanen des FC Barcelona in drei Spielen. Das Heimspiel gewannen Fuchs und Kollegen am 2. Februar 1966 mit 2:1, das Rückspiel verloren sie in Barcelona mit 0:1. Das Entscheidungsspiel am 2. März in Hannover endete nach Verlängerung 1:1. Per Losentscheid kamen die Mannen um Josep Fusté, Lucien Muller und Pedro Zaballa weiter und holten sich am Ende den Pokal, für Hannover war der Wettbewerb beendet.
Fuchs wurde in der Saison 1966/67 nicht mehr in der Bundesliga eingesetzt. Aus der vorliegenden Literatur ist der weitere Weg des Fußballers Bodo Fuchs leider nicht feststellbar.
Von 1963 bis 1969 studierte Fuchs Maschinenbau an der Technischen Universität Hannover. Nach dem Abschluss seines Maschinenbaustudiums 1969 arbeitete Fuchs bei einer Kranbaufirma in Bremen. 1973 wechselte er zur Flugzeugbaufirma VFW-Fokker, wo er sich mit Flugsteuerungen befasste. Am 1. Januar 1975 erhielt er einen Ruf als ordentlicher Professor für Maschinenbau an der Hochschule Bremen. Dort war er bis zu seinem Tod am 1. März 2002 tätig. Er lehrte Elektronik, elektrische Antriebe und Fördertechnik.